# Герцберг, Эвальд Фридрих фон
Эвальд Фридрих фон Ге́рцберг (нем. Ewald Friedrich von Hertzberg, также Herzberg; 2 сентября 1725, Лоттин под Ратцебургом в Задней Померании — 27 мая 1795, Берлин) — прусский государственный деятель. Граф с 1786 года.

## Биография
Герцберг — потомок старинного померанского рода фон Герцбергов. Отец Каспар Детлоф фон Герцберг — наследный владелец Лоттина и майор сардинской армии в отставке. Мать, Элизабет Кристина фон Кетвиг, происходила из дома Пессинов. Эвальд Фридрих обучался в академической гимназии в Штеттине, одним из его учителей был Михаэль Фридрих Кваде. С 1742 года Герцберг изучал государственное право и историю в Галльском университете у Иоганна Петера Лудевига, а философию — у Кристиана Вольфа. Защитил диссертацию на соискание степени доктора юридических наук в 1745 году. Герцберг намеревался начать дипломатическую карьеру и посвятил свою диссертацию первому кабинет-министру Пруссии Генриху фон Подевильсу и даже заручился рекомендацией для короля у одного из родственников. Он отправился в Берлин и поступил на государственную службу. Поначалу Герцберг служил ассистентом в архиве Тайного кабинета Пруссии, в 1750 году возглавил его. В 1752 году Герцберг получил звание тайного дипломатического советника. С 1754 года в качестве ответственного секретаря принимал участие в составлении всех важных депеш кабинета министров. В 1758 году Герцберг написал документ, оправдывавший вступление прусских войск в Саксонию.
В 1763 году Герцберг вёл от имени Пруссии переговоры по заключению Губертусбургского мира. 15 февраля 1763 года он подписал мирные договоры с Австрией и Саксонией, завершившие Семилетнюю войну. В том же году вместе с графом Карлом Вильгельмом Финкенштейном Герцберг стал вторым государственным министром и кабинет-министром при короле Пруссии Фридрихе II.
Влияние Герцберга на прусскую внешнюю политику при Фридрихе Великом ограничивалось властью короля, тем не менее Герцберг повлиял на антиавстрийский курс Пруссии, который в 1772 году привёл к первому разделу Речи Посполитой, Войне за баварское наследство и основанию княжеского союза. Герцберг активно участвовал в предварительных переговорах по заключению Варшавского договора 1773 года, закрепившего передачу Пруссии Восточного Поморья и окончательный отказ Польша на земли Драгейма.
Наследник Фридриха II, его племянник Фридрих Вильгельм II сначала благоволил Герцбергу. Одним из своих первых указов новый король наградил Герцберга орденом Чёрного орла, а в 1786 году возвёл Герцберга в графское достоинство. По ходатайству бездетного Герцберга король удостоил графского звания и его наследников: брата Герцберга Франца Рудольфа и двоюродных братьев полковника Иоганна Карла фон Герцберга и майора Фридриха Вильгельма фон Герцберга. Фридрих Вильгельм II назначил Эвальда Фридриха фон Герцберга куратором Прусской академии наук.
В течение нескольких лет Герцберг работал в области внешней политики Пруссии, строил большие планы, но добился лишь средних результатов. С 1786 года Герцберг пытался противопоставить австро-французскому альянсу коалицию Пруссии с морскими державами — Россией и скандинавскими странами и путём обмена территориями загнать Австрию на Балканский полуостров. Этот план провалился в 1790 году, когда наметилось сближение Пруссии с Австрией, которое было закреплено в Рейхенбахской конвенции 1790 года. В 1791 году Герцберг вышел в отставку с должности кабинет-министра, но до смерти оставался на должности куратора Прусской академии наук.
Герцберг считается представителем Просвещения. В своих знаменитых речах, чествовавших в 1780 и 1793 годах Прусскую академию наук, Герцберг характеризовал прусскую монархию как «разумное государство, в котором властвуют законы и обеспечиваются гражданские свободы».
Герцберг проживал в Берлине во дворце Бриц и имел шёлковое производство. Похоронен в Брицской сельской церкви. С 1752 года был женат на Гиме Марии фон Инхаузен-Книпхаузен, дочери министра Фридриха Эрнста фон Инхаузен-Книпхаузена. В 1790 году Герцберг был принят в Леопольдину.

## Сочинения
- Abhandlung, worin man die Ursachen der Überlegenheit der Teutschen über die Römer zu entwickeln sucht, Berlin 1780.
- Landbuch des Kurfürstentums und der Mark Brandenburg. Berlin und Leipzig 1781.
- Abhandlung über die beste Regierungsform, 1784.
- Über den wahren Reichtum der Staaten, das Gleichgewichts des Handels und der Macht, 1786.
- Mémoire historique sur la dernière année de la vie de Frédéric II, roi de Prusse. Neuchatel 1787, 102 Seiten.
- Abhandlung über das wahre Ideal einer guten Geschichte und über das zweite Regierungsjahr Friedrich Wilhelms II., Königs von Preußen. Frankfurt 1789, 55 Seiten
- Ewald Friedrich Graf von Herzberg. Chemnitz 1796, 73 Seiten
- Neues Wörterbuch der Politik, 1796.